# Théâtre de Chambre Taïrov
Le Théâtre de Chambre Taïrov ou Théâtre de Chambre (en russe : Камерный театр Таирова) est un théâtre dramatique créé en 1914 par Alexandre Taïrov. Le théâtre est situé dans le centre de la capitale russe, au numéro 23 du boulevard Tverskoï à Moscou dans un ancien hôtel de maître du XVIIIe siècle. Le premier spectacle y fut présenté le 12 décembre 1914 et le dernier le 29 mai 1949. Le Théâtre Pouchkine de Moscou a ouvert ses portes dans la même salle, après la disparition du théâtre de Chambre,.

## Histoire

### Origine du théâtre

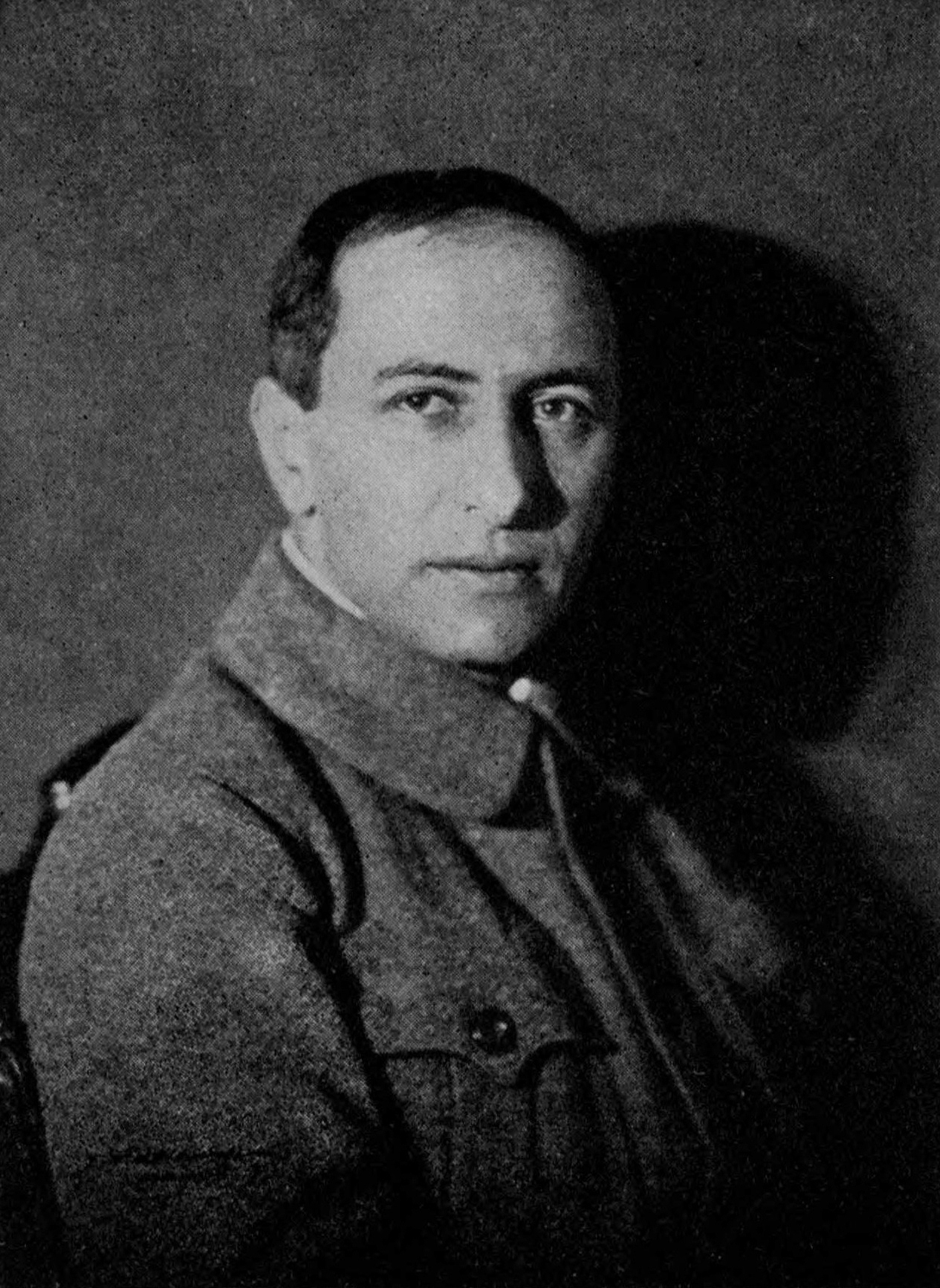
Alexandre Taïrov

En 1912, Alexandre Taïrov quitte le Théâtre Komissarjevskaïa et la ville de Saint-Pétersbourg pour la province pour rompre avec la vie théâtrale. Il part vers Moscou en août 1913 sur invitation de Koté Mardjanichvili qui s'occupait de mise en scène de pantomimes au Théâtre Libre. Taïrov trouve un hôtel de maître libre au boulevard Tverskoï et y conclut un contrat de bail pour son projet.  

### Vie du théâtre
Parmi les collaborateurs qui ont accompagné Taïrov pendant la vie du théâtre on peut citer notamment parmi les décorateurs : Alexandre Vesnine, Pavel Kouznetsov, Vladimir Chtchouko, Alexandra Exter, Gueorgi Iakoulov.

### Fin du théâtre
En 1950, une partie de la troupe est transférée au Théâtre Pouchkine de Moscou. L'actrice Alisa Koonen qui avait accompagné Taïrov depuis 1914, comme actrice principale reste alors sans travail pendant un an. Alexandre Taïrov est décédé le 25 septembre 1950. 